# Захват Гельветии (1900)
Захват Гельветии (англ. Capture of Helvetia post) произошёл 29 декабря 1900 года во время Второй англо-бурской войны. Бурские коммандос во главе с генералами Беном Фильюном и Крисом Мюллером одержали победу над британскими гарнизоном майора Коттона.
После захвата Претории британцы создали в 10 км к северу от Мачадодорпа крупную базу, названную «Гельветия», которая служила для защиты дороги от ж/д станции Мачадодорп до Лиденбурга. Эта база состояла из главного лагеря и четырёх малых лагерей на холмах в непосредственной близости, на которых находились британские солдаты, а также 4,7-дюймовой морской пушки. На базе располагались 350 солдат под командованием майора Коттона.
Оборона базы была плохо подготовлена (лагерь был защищён только с северной стороны), и майор Коттон откладывал устранение недостатков, даже когда на них указывало его начальство. Общий боевой дух был низким, офицеры и солдаты злоупотребляли алкоголем.
Несмотря на то что британская армия под командованием фельдмаршала лорда Робертса оттеснила разрозненные остатки бурской армии на восток, в сторону португальской Восточной Африки (ныне Мозамбик), различные бурские коммандо стали просачиваться обратно в Хайвельд. К ноябрю генерал Бен Фильюн собрал достаточные силы и решил захватить Гельветию, важность которой была обусловлена её положением на перекрёстке дорог и 4,7-дюймовым морским артиллерийским орудием.
Рано утром 29 декабря в тумане была предпринята атака силами 580 бойцов. Тактика обстрела ружейными залпами позиций противника на восточной и южной сторонах дала прекрасные результаты. Деморализованные английские солдаты, застигнутые спящими в своих палатках, после недолгого сопротивления сдались вместе со своим командиром.
Когда рассвело и туман рассеялся, буры поняли, что они захватили все лагеря, кроме лагеря на Кингс-Копьё. «Небольшой форт, расположенный между другими, был упущен из виду по недоразумению, а два десятка солдат, находившихся в нём, были забыты и не были разоружены». Самым большим успехом стал захват 4,7-дюймовой пушки, названной англичанами в честь жены главнокомандующего «Леди Робертс».
К вечеру англичане стали обстреливать буров, захвативших Гельветию, из двух орудий с базы Зварткоппье. После того, как часть припасов была уничтожена, а другая взята с собой, коммандо Фильюна ушло, захватив с собой орудие и пленных.
Потери британцев составили 11 убитых, 29 раненых и 250 взятых в плен. Буры потеряли пять человек убитыми и семерых ранеными.
«Леди Робертс» была представлена правительству Трансваальской республики, которое располагалось лагерем недалеко от Таутесбурга. Фрэнсис Уильям Рейц, госсекретарь Трансвааля, написал песню о «Леди Робертс», которую буры пели до конца войны.